# Conus ganifer
Conus ganifer é uma espécie de gastrópode do gênero Conus, pertencente a família Conidae.